# Axiochos (Alcméonide)
Axiochos, en grec ancien Ἀξίοχος, est un homme politique athénien du dème de Scambonide, oncle du général Alcibiade, auquel il fut adjoint lors de certaines affaires.  

## Notice biographique
Membre des Alcméonides, père de Clinias, Andocide le montre impliqué dans le procès pour parodie des mystères d'Éleusis. Axiochos fuit Athènes à la suite de l’affaire, perdant par-là également ses biens. Tout comme Alcibiade, il revient à Athènes entre -411 et -407, puisqu’on le retrouve en tant que défenseur des généraux athéniens accusés après la Bataille des Arginuses en -406

## Évocations en littérature
Une mention dans les œuvres de l’orateur Lysias est considérée comme fausse, et plusieurs auteurs anciens évoquent Axiochos : c’est le titre de deux dialogues faussement attribués à Platon et à Eschine de Sphettos. Lors des débats dialectiques de l’Axiochos et l’Euthydème, son fils Clinias est présenté comme disciple de Socrate.